# جامعة كييف للعلاقات والتسويق
جامعة كييف للعلاقات والتسويق مؤسسة تعليم عالي أوكرانية، (بالأوكرانية: Київський університет ринкових відносин) هي جامعة تقع في كييف عاصمة أوكرانيا. أُسِّسَت هذه الجامعة في سنة 1990.